# Palomar de Huerta Noble
Huerta Noble es un palomar del siglo XVIII declarado Bien de Interés Cultural en 2004 y ubicado en el municipio de La Redondela, en la provincia de Huelva. Se trata del complejo agrario-industrial de este tipo más grande de Europa, con capacidad para más de 36 000 palomas.

## Historia
El palomar fue mandado a construir por Manuel Rivero González, conocido como El Pintado, en 1750. Este empresario ayamontino tuvo que emigran a América siendo joven, donde amasó una fortuna con la que pudo adquirir propiedades y ordenar la construcción de inmuebles como el Molino de El Pintado. La finca, y con ella el palomar, permanecieron en manos de la familia Rivero-Solesio hasta inicios del siglo XX En esos momentos tenía una población de unas 20 000 palomas, que fueron descendiendo de forma notable hasta su extinción en 1977. La difícil adaptabilidad del inmueble a otros usos ha favorecido su conservación hasta su protección por parte de la administración.

## Descripción
El edificio tiene una planta rectangular, de 28,50 m por 14,40 m, y los muros tienen una altura de 5,50 m. Contiene 70 000 palomeras hechas de vasijas de cerámica encargadas hacia 1760 a alfareros de Jerez de la Frontera.
El interior del complejo se divide en nueve calles longitudinales con orientación norte-sur, atravesada en el centro y extremos por tres calles transversales en dirección este-oeste. Las calles tienen una anchura e 85 cm, salvo la longitudinal, que mide 92 cm de ancho y tiene el bebedero. Este último, de 86 cm de alto y 50 cm de ancho, recorre toda la calle. Los muros interiores tienen un grosos de 83 cm.